# Ángela del Salto
Ángela del Salto es una actriz española, profesional desde el año 2000, que ha participado en teatro, cine y televisión.

## Carrera como actriz
Trabajos como su participación en la serie de televisión Acacias 38, donde da vida a la reina Mª Cristina regente de España, su papel protagonista con Carlos Iglesias en 2 francos, 40 pesetas y los variados sketches con José Mota la han consolidado como una de las actrices más polifacéticas del panorama audiovisual y de las artes escénicas españolas.[cita requerida]
El director de cine José Luis García Sánchez escribió sobre ella:
«Quisiera prevenir a quien corresponda del riesgo que supondría juzgar a la estupenda actriz Ángela del Salto dejándose llevar por sus indudables encantos físicos o por su capacidad de seducción interpretativa. Detrás de esa brillante envoltura se esconde una competente ejecutiva, una tenaz trabajadora del mundo del espectáculo.»[cita requerida]
A principios del 2007 entró a formar parte de la compañía Ñu Teatro, donde se dedica a la interpretación y a la experimentación de nuevas formas de expresión, de dirección y de producción audiovisual. Con ellos y con la compañia hermana Ñu Accents que hace teatro en inglés ha trabajado como actriz y directora auxiliar en diez obras teatrales.[cita requerida]
En el 2014 Ñu Accents fueron finalistas en el tercer Certamen de Teatro Infantil Barroco de Almagro con la obra Noticias de un nuevo mundo descubierto en la Luna, dirigida por Paul Adkin.
A lo largo de su carrera profesional como actriz ha participado en más de veinte series y programas de televisión, como La noche de José Mota, Alfonso, el príncipe maldito, Hospital Central, Doctor Mateo, Cuestión de sexo, La que se avecina y ¡Ala..._Dina!. Ha participado en los largometrajes Un franco, 14 pesetas, 2 francos, 40 pesetas, Ispansi (¡Españoles!) y Peor imposible, entre otros, y en varios cortometrajes, entre los que destaca De los reptiles saurios en los cafés, dirigido por Jaime Gona.
También ha debutado en la radio con un espacio cultural sobre el cine para Sierra Oeste Radio, que se encarga de animar con diferentes personajes. Ha intervenido también en la serie web Sofá con padre, dirigida por el videoartista Álvaro Collar.